# 한길로 (법의학)
한길로는 대한민국의 서울법의학연구소 소장이다.

## 학력
- 1981년~1987년 고려대학교 의학 학사
- 1988년~1990년 고려대학교 대학원 의학 석사
- 1990년~1997년 고려대학교 대학원 의학 박사

## 경력
- 1997년 3월~2001년 3월 고려대학교 의과대학 법의학교실 부교수
- 2001년 11월~2004년 1월 국립과학수사연구원 법의관
- 2004년~현재 서울법의학연구소 소장
- 2004년~현재 연세대학교 의과대학 법의학교실 외래교수